# Таинственный сад (книга)
«Таинственный сад» (англ. The Secret Garden) — детский роман англо-американской писательницы Фрэнсис Ходжсон Бёрнетт, впервые опубликованный в виде книги в 1911 году после публикации по частям в журнале The American Magazine (с ноября 1910 по август 1911 года). Действие произведения происходит в Англии и повествует о девочке-сироте, которая в мрачном поместье своего дяди находит заброшенный сад, открывающий путь к исцелению и внутренним переменам; сам роман считается классикой английской детской литературы.
Американское издание было выпущено издательством Frederick A. Stokes Company с иллюстрациями М. Л. Кирк, а британское — издательством Heinemann с иллюстрациями Чарльза Хита Робинсона.
По мотивам «Таинственного сада» было создано множество театральных постановок и киноадаптаций.

## Содержание
Рубеж XX века. Мэри Леннокс (англ. Mary Lennox) — брошенная и нелюбимая 10-летняя девочка, родившаяся в Британской Индии в семье состоятельных британцев. Основной уход за ней осуществляют туземные слуги, которые её балуют и позволяют делать всё, что она хочет. После вспышки холеры, унесшей жизни её родителей, Мэри остаётся одна — последние оставшиеся в живых слуги убегают.
Мэри находит отряд британских солдат, которые передают её под опеку английского священника и его жены. Их дети дразнят её, особенно Бэзил, который называет её: «Госпожа Мэри, упрямица». Девочку отправляют в Англию к дяде — Арчибальду Крейвену (англ. Archibald Craven), мужу её тётки по отцу, Лилиас (англ. Lilias). Он живёт на Йоркширских вересковых пустошах в большом загородном доме — поместье Мисселтуэйт. По прибытии Мэри узнаёт, что Лилиас умерла, а Арчибальд — горбун.
Сначала Мэри зла и упряма. Ей не нравится новый дом, его обитатели и особенно унылая пурпурная пустошь. Со временем она становится менее капризной. Девочка сближается со своей горничной Мартой Соуэрби (англ. Martha Sowerby), которая рассказывает ей о Лилиас, часами выращивавшей розы в уединённом саду за стеной. Лилиас погибла в этом саду десять лет назад, и убитый горем Арчибальд запер сад и закопал ключ.
Мэри начинает искать тайный сад, и её поведение постепенно смягчается. Ей начинают нравиться Марта, садовник Бен Уэзерстафф (англ. Ben Weatherstaff) и дружелюбная малиновка. Её здоровье и настроение улучшаются.
Малиновка привлекает внимание Мэри к вскопанной земле, где она находит ключ от закрытого сада. После первого визита туда она просит у Марты садовые инструменты. Марта передаёт их через своего 12-летнего брата Дикона (англ. Dickon), который почти всё время проводит на пустошах. Между Мэри и Диконом завязывается дружба. Мэри рассказывает ему о саде, надеясь узнать от него больше о садоводстве.
Однажды ночью Мэри слышит таинственные крики в доме. Она обнаруживает мальчика её возраста — Колина (англ. Colin), живущего в скрытой спальне. Оказывается, они двоюродные брат и сестра: Колин — сын Арчибальда. Он страдает от лихорадок и прикован к постели — считается, что он не может ходить. Подобно Мэри, он избалован — слуги выполняют все его капризы, лишь бы избежать его истерик. Мэри начинает ежедневно навещать Колина, отвлекая его рассказами о пустошах, Диконе и саде. Вскоре она доверяется ему и признаётся, что у неё есть доступ в сад. Колин просит отвезти его туда. Его усаживают в инвалидную коляску и вывозят на улицу — впервые за несколько лет.
В саду дети неожиданно видят Бена Уэзерстаффа, заглядывающего через стену с лестницы. Увидев детей, он признаётся, что считал Колина «калекой» с искривлённой спиной и ногами. В ярости от этих слов Колин поднимается с кресла и обнаруживает, что может стоять, хоть его ноги и ослабли от долгого бездействия. Мэри и Дикон проводят с ним почти каждый день в саду, поощряя попытки ходить. Постепенно Колин обретает надежду на будущее. Вместе с Беном дети решают сохранить выздоровление Колина в тайне от слуг, чтобы удивить его отца, который путешествует за границей.
Тем временем Арчибальд, чувствуя улучшение состояния сына, сам переживает душевный подъём. Ему снится сон, где покойная жена зовёт его из сада. Получив письмо от матери Марты и Дикона с советом вернуться в Мисселтуэйт, он решает поехать домой. Прогуливаясь вдоль садовой стены, он слышит голоса. Войдя в открытую дверь, он с изумлением видит цветущий сад и своего сына, бегущего наперегонки с Мэри. Дети рассказывают свою историю — о восстановлении сада и Колина. Арчибальд и его сын возвращаются в поместье вместе, к изумлению слуг.

## Темы
Анализируя сюжетные структуры «традиционного романа для девочек», Перри Ноделман (англ. Perry Nodelman) отмечает, что образ Мэри Леннокс выбивается из типичного повествовательного шаблона «спонтанной и жизнерадостной» сироты, меняющей новый дом и семью к лучшему, поскольку эти черты проявляются у неё лишь позднее. Возрождение семьи и дома, по мнению Ноделмана, «доведено до предела в „Таинственном саду“», где восстановление сада и приход весны символизируют пробуждение героев, «будто они находились в спячке».
Джо Сатлифф Сандерс (англ. Joe Sutliff Sanders) рассматривает Мэри и роман «Таинственный сад» в контексте викторианских и эдвардианских дебатов о дисциплине чувств, находивших отражение в книгах о девочках-сиротах. Он считает, что роман демонстрирует пользу эмоциональной дисциплины для мужчин и мальчиков, особенно для Колина, который учится у Мэри — «представительницы девичества» в романе — использовать своё «мужское преимущество».
Сад, давший название роману, стал объектом множества научных интерпретаций. Филлис Бикслер Коппес (англ. Phyllis Bixler Koppes) пишет, что «Таинственный сад» использует жанры сказки, нравоучительного примера и пасторали, что придаёт роману более глубокую «тематическую разработку и символическую насыщенность» по сравнению с более ранними произведениями Бёрнетт, использовавшими лишь первые два жанра. Она называет сад «центральным георгическим образом, объединяющим символом возрождения в романе Бёрнетт». Мэделон С. Голке (англ. Madelon S. Gohlke) видит сад как «место трагедии, едва не уничтожившее семью», а также как источник её возрождения и исцеления.
Александра Валинт (англ. Alexandra Valint) утверждает, что в романе инвалидность изображается в основном через стереотипную призму — как несчастье, беспомощность и зависимость от других. Использование Колином инвалидной коляски читатели эдвардианской эпохи воспринимали как знак как инвалидности, так и социального статуса.
Элизабет Леннокс Кейзер (англ. Elizabeth Lennox Keyser) пишет, что «Таинственный сад» выражает двойственное отношение к гендерным ролям: несмотря на то, что Мэри восстанавливает сад и спасает семью, её роль в финале затмевается возвращением Колина и его отца, что может интерпретироваться как защита патриархального порядка. Даниэль Э. Прайс (англ. Danielle E. Price) отмечает, что роман затрагивает «острые темы пола, классовых различий и империализма». Она пишет, что развитие Мэри в романе параллельно этапам, описанным садовыми теоретиками XIX века в поисках идеального сада, и в итоге Мэри превращается в «девочку, подобную идеальному саду: красивую, утешающую и способную „взрастить“ своего кузена — молодого патриарха в обучении».

## Предыстория
К моменту начала работы над «Таинственным садом» Бёрнетт уже имела литературную репутацию как автор детской литературы и социально-реалистической прозы для взрослых. Она начала писать книги для детей в 1880-х годах, а её самым заметным произведением того времени стал сентиментальный роман «Маленький лорд Фаунтлерой» (1886). «Маленький лорд Фаунтлерой» стал «литературной сенсацией» как в Соединённых Штатах, так и в Европе, разойдясь сотнями тысяч экземпляров. До «Таинственного сада» она также написала ещё одно известное детское произведение — «Маленькая принцесса» (1905), начавшееся как рассказ в американском детском журнале St. Nicholas Magazine в 1887 году и позже адаптированное в пьесу в 1902 году.
О литературной разработке и замысле «Таинственного сада» известно немного. Биографы и исследователи смогли узнать подробности её работы над другими книгами из писем к родственникам; однако во время работы над «Таинственным садом» Бёрнетт жила рядом с ними и не нуждалась в переписке. Она начала роман весной 1909 года, когда планировала сад в своём доме в Плэндоме на Лонг-Айленде. В письме к своему английскому издателю Уильяму Хайнеманну от октября 1910 года она описала историю, рабочее название которой было «Госпожа Мэри», как «простую, но увлекательную историю» и назвала её «одной из [своих] лучших находок».
Биограф Гретхен Холбрук Джерзина предлагает несколько объяснений тому, почему о процессе написания книги сохранилось так мало сведений. Во-первых, после переезда в Плэндом здоровье Бёрнетт ухудшилось, и она стала реже бывать в обществе. Во-вторых, её заметки по «Таинственному саду», вместе с портретом и фотографиями, были после её смерти переданы её сыном Вивианом в нью-йоркскую школу для глухих в память о её визите, но вскоре эти материалы исчезли из школьного архива. В-третьих, за несколько недель до выхода романа погиб её шурин, столкнувшись с трамваем — событие, которое, вероятно, омрачило публикацию романа.
Тем не менее рассказ Бёрнетт «Мой малиновка» даёт некоторое представление о создании «Таинственного сада». В нём она отвечает на вопрос читателя о литературном происхождении малиновки из романа, которую тот счёл слишком живой, чтобы быть вымышленной. Бёрнетт вспоминает о своей дружбе с настоящей английской малиновкой, которую она называла «личностью, а не просто птицей» и которая часто сопровождала её в розовом саду у Майтам-холла, где она писала. Вспоминая, как впервые попыталась заговорить с птицей «тихо и мягко», она пишет, что «спустя годы поняла — именно это чувствовала Госпожа Мэри, когда наклонилась на Длинной аллее и „попыталась говорить как малиновка“».
Майтам-холл в графстве Кент, Англия, где Бёрнетт жила несколько лет во время замужества, часто упоминается как источник вдохновения для описания места действия. Биограф Энн Туэйт отмечает, что хотя розовый сад Майтам-холла мог сыграть «ключевую» роль в развитии романа, сам дом и Мисселтуэйт-холл физически сильно различаются. Туэйт предполагает, что при создании атмосферы «Таинственного сада» Бёрнетт могла вдохновляться вересковыми пустошами из романа Эмили Бронте «Грозовой перевал» (1847), поскольку сама она лишь однажды побывала в Йоркшире, в Фристон-холле. Также она могла почерпнуть вдохновение из романа Шарлотты Бронте «Джейн Эйр» (1847), заметив параллели между сюжетами: в обоих романах сироты попадают в «таинственные особняки», хозяева которых в основном отсутствуют. Сама Бёрнетт осознавала эти сходства и в письме отметила, что Элла Хепворт Диксон назвала роман «детской версией Джейн Эйр».
Исследовательница Гретхен В. Ректор (англ. Gretchen V. Rector) изучала авторскую рукопись «Таинственного сада», которую называет «единственным свидетельством процесса создания романа». Первые восемьдесят страниц из ста написаны чёрными чернилами, остальная часть и правки — карандашом; орфография и пунктуация соответствуют американским нормам. Названия глав были добавлены перед публикацией в журнале и отсутствуют в рукописи, где главы обозначены только номерами. Нумерация, предположительно выполненная другим человеком, идёт до 234 страницы, а затем начинается заново с девятнадцатой главы. По титульному листу Ректор делает вывод, что первым названием книги было Mary, Mary, Quite Contrary, затем изменённое на рабочее название Mistress Mary. Возраст Мэри в черновике сначала составлял девять лет, но затем был увеличен до десяти — возможно, чтобы подчеркнуть «сближение путей» Мэри, Колина и сада; однако эта правка не была отражена ни в британском, ни в американском первом издании, ни в последующих. Сначала Сьюзан Соуэрби (англ. Susan Sowerby) в рукописи представлена как покойная, и её дочь Марта, возможно, задумывалась как её заменяющий персонаж; но позже Бёрнетт изменила своё решение и сделала Сьюзан живой, вычеркнув упоминание о её смерти. Кроме того, Дикон в черновике имел физические ограничения и передвигался на костылях, что, возможно, было навеяно воспоминаниями Бёрнетт о её первом муже, докторе Своне Бёрнетте, у которого была инвалидность. Впоследствии эти упоминания были удалены.

## История публикации
«Таинственный сад» может считаться одним из первых детских романов, впервые появившихся в журнале для взрослой аудитории, и Бёрнетт была осведомлена об этом факте. Впервые роман публиковался частями в десяти номерах The American Magazine (с ноября 1910 по август 1911), с иллюстрациями Дж. Скотта Уильямса (англ. J. Scott Williams). В книжной форме он был издан в августе 1911 года нью-йоркским издательством Frederick A. Stokes Company; в том же году вышло британское издание издательства William Heinemann с иллюстрациями Чарльза Робинсона.
Авторское право на роман в США истекло в 1986 году, а в большинстве других стран — в 1995 году, что перевело книгу в общественное достояние. В результате в конце 1980-х и начале 1990-х годов появилось множество сокращённых и полных изданий, включая полноцветное иллюстрированное издание издательства David R. Godine в 1989 году.
Сокращённое издание книги с иллюстрациями Инги Мур, вышедшее в 2008 году, оформлено так, что строчки текста одновременно служат подписями к картинкам.

## Общественное восприятие
После выхода в книжном формате «Таинственный сад» получил в основном положительные отзывы критиков и хорошо продавался — второе издание было анонсировано уже в течение месяца после выхода первой книги. В целом он воспринимался как приятный роман и рецензировался в контексте других произведений Бёрнетт, включая «Маленького лорда Фаунтлероя». Книга хорошо продавалась в рождественский сезон 1911 года, стала бестселлером в категории художественной литературы и вошла в списки лучших книг года по версии The Literary Digest и The New York Times. Поскольку роман дебютировал в журнале для взрослых, публика воспринимала его как литературу для взрослых; книга продвигалась соответственно, «с некоторым пересечением с детским рынком», что повлияло на её восприятие обществом. Учёная Энн Ландин (англ. Anne Lundin) пишет, что в то время «Таинственный сад» «боролся за то, чтобы заявить о себе как об особой истории, говорящей одновременно о романтизме и модернизме нового века». Сама Бёрнетт считала «Таинственный сад» своим любимым романом, хотя за свой «великий американский роман» она принимала произведение In Connection with the De Willoughby Claim.
Отслеживая путь к возрождению книги после почти полного забвения в момент смерти Бёрнетт в 1924 году, Ландин отмечает, что в некрологах автора упоминался только «Маленький лорд Фаунтлерой», а «Таинственный сад» оставался без внимания . В последующие десятилетия литературная репутация Бёрнетт снижалась, возможно, из-за предвзятости к книгам, ориентированным на женскую аудиторию. Несмотря на то что роман был в значительной степени проигнорирован критиками и библиотекарями, он имел широкую читательскую популярность. Книга продолжала высоко оцениваться в опросах любимых произведений. В 1927 году она вошла в пятнадцатку любимых книг читательниц Youth Companion, а в 1960-х читатели The New York Times признали её одной из лучших детских книг. Опросы взрослых читателей 1970-х и 1980-х годов показывают, что роман часто становился любимым в детстве, особенно среди женщин.
Литературная репутация Бёрнетт начала восстанавливаться в 1950-х. Книга Марганиты Ласки Mrs Ewing, Mrs Molesworth and Mrs Hodgson Burnett (1951) назвала «Таинственный сад», «Маленькую принцессу» и «Маленького лорда Фаунтлероя» лучшими детскими книгами Бёрнетт; при этом «Таинственный сад» считался лучшим из трёх — способным затронуть вдумчивых и чувствительных детей. Другие британские критики и литературные историки также начали обращать внимание на роман, включая Роджера Лэнслина Грина и Джона Роу Таунсенда. Энн Туэйт (англ. Ann Thwaite) в биографии Waiting for the Party (1974) отмечала роман за то, как он изображает непростых, неидеальных детей, что, по её мнению, было ближе к реальному детскому поведению. На тот момент детская литература становилась всё более интересной для учёных, и «Таинственный сад» стал объектом пристального анализа. В 1980-х роман окончательно вошёл в академический канон детской литературы.
В XXI веке «Таинственный сад» продолжает оставаться популярным среди читателей. В 2003 году он занял 51-е место в опросе BBC The Big Read, в рамках которого британцы выбирали «самый любимый роман нации» (не только детский). Согласно онлайн-опросу 2007 года, Национальная ассоциация образования США включила его в список «100 лучших книг для детей по версии учителей». В 2012 году он занял 15-е место среди всех времён в опросе журнала School Library Journal, ориентированного в первую очередь на американскую аудиторию. «Маленькая принцесса» заняла 56-е место, а «Маленький лорд Фаунтлерой» не попал в первую сотню. Джеффри Массон назвал «Таинственный сад» «одной из величайших книг, когда-либо написанных для детей». В непрямом комплименте Барбара Слей позволяет своей героине читать «Таинственный сад» в начале романа «Джессами», а Роальд Даль в «Матильде» даёт героине сказать, что «Таинственный сад» — её любимая детская книга в библиотеке.

## Экранизации
- 1919 — «Таинственный сад» — кинофильм, немой, США, режиссёр Густав фон Сейффертиц.
- 1949 — «Таинственный сад» — кинофильм, США, режиссёр Фред Уилкокс.
- 1952 — «Таинственный сад» — телесериал (8 эпизодов), Великобритания.
- 1960 — «Таинственный сад» — телесериал (8 эпизодов), Великобритания.
- 1975 — «Таинственный сад» — телесериал (7 эпизодов), Великобритания, режиссёр Доротея Брукинг.
- 1987 — «Таинственный сад» — телефильм, Великобритания / США, режиссёр Алан Гринт.
- 1991—1992 — «Таинственный сад» — аниме-сериал (39 серий), режиссёр Коханава Тамэо, по мотивам книги.
- 1993 — «Таинственный сад» — кинофильм, США, режиссёр Агнешка Холланд.
- 1994 — мультфильм «Таинственный сад» (англ. The Secret Garden) — Великобритания, США, режиссёр Dave Edwards
- 2001 — «Возвращение в таинственный сад» (англ. Back to the Secret Garden) — кинофильм, США / Германия / Великобритания, режиссёр Майкл Тачнер, продолжение оригинального сюжета[52].
- 2020 — «Таинственный сад» (англ. The Secret Garden) — кинофильм, Великобритания / Франция, режиссёр Марк Манден.

### Музыкальные постановки
- 1989 — «Таинственный сад» — мюзикл, композитор Люси Саймон, автор текста Марша Норман.
- 2009 — «Таинственный сад» — мюзикл, композитор Сергей Баневич.
- 2013 — «Таинственный сад» — опера Нолана Гассера на либретто Кэри Харрисона.